# Géronsart (Jambes)

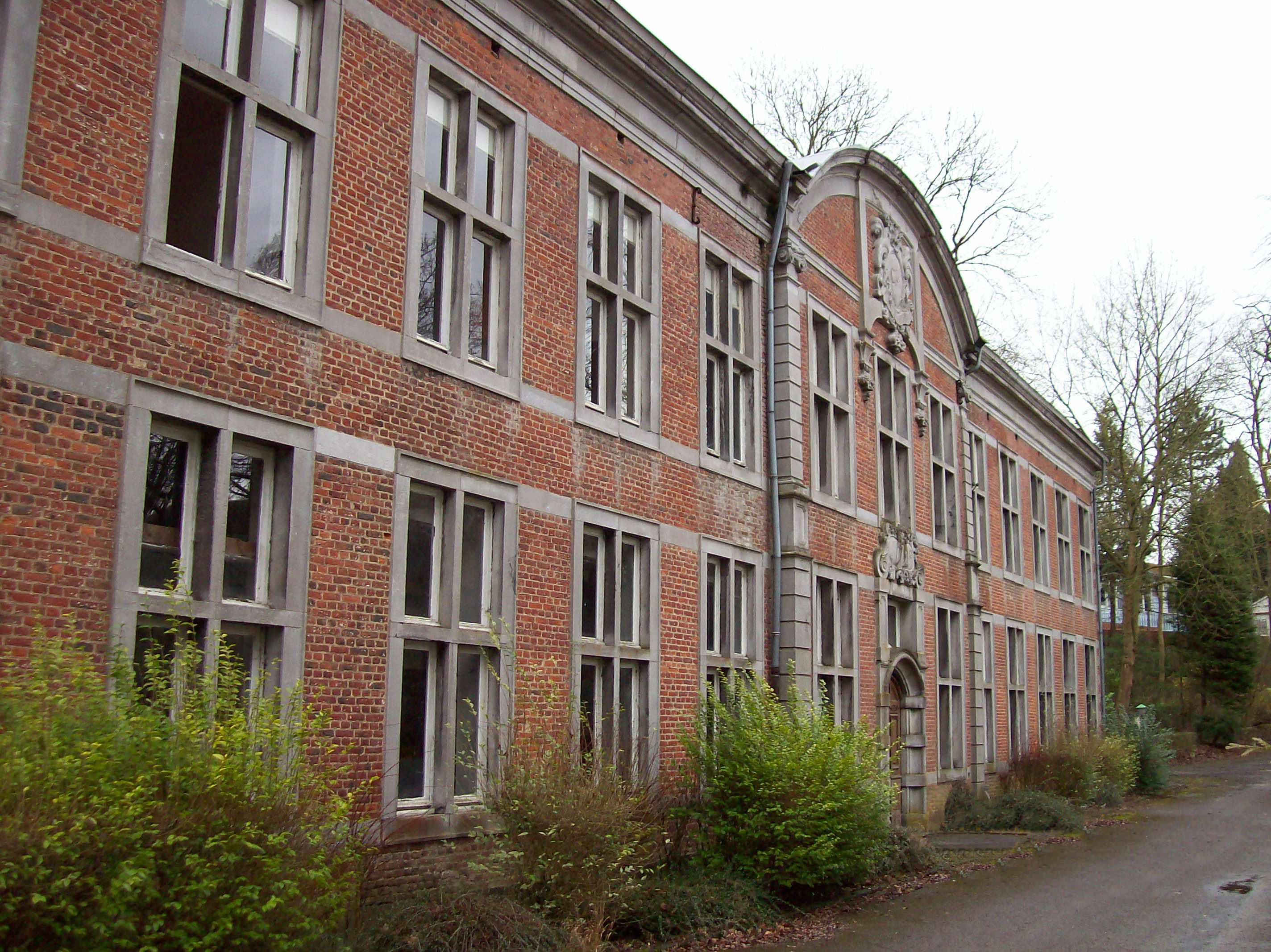
Paleis van de abten

Géronsart ligt in de gemeente Jambes in de Waalse provincie Namen, België.
Er is een gelijknamig gehucht in Frasnes dat tot de gemeente Couvin in dezelfde provincie behoort.
Een aantal hedendaagse instellingen te Jambes, zoals een cultureel centrum, een vormingscentrum en een tennisclub, vermelden de locatie Géronsart in hun benaming en er is de rue de Géronsart.

## Abdij van Géronsart
De orde naar de regel van Sint-Augustinus die men dalscholieren heet, naar hun oorsprong als studenten en professoren theologie aan de universiteit van Parijs die zich in 1201 afzonderden in een dal in de zuidelijke Champagnestreek (aldus Val des Ecoliers), werd in 1209 erkend door de paus. Deze orde van reguliere kanunniken breidde uit met enkele tientallen kloosters in een paar decennia. Zo ontstonden rechtstreeks vanuit Val des Ecoliers onder meer vestigingen te Parijs en te Géronsart (1221). Die laatste lag aan de basis van een congregatie te Luik, van waaruit te Zoutleeuw en van daaruit te Mechelen (1288–1289 Hanswijkparochie) eveneens dalscholierenkloosters ontstonden. Keizer Jozef II hief de orde op in 1784.
Toch was de priorij te Géronsart al eerder bevolkt door reguliere kanunniken, er geïnstalleerd in de periode 1124–1127 door de bisschop van Luik, Adalberon I.
Lokaal wordt de eermalige abdij Château de Géronsart genoemd.